# Campeonato Argentino de Rugby 1975
El Campeonato Argentino de Rugby de 1975 fue la trigésimo-primera edición del torneo de uniones regionales organizado por la Unión Argentina de Rugby. Se llevó a cabo entre el 26 de julio y el 17 de agosto de 1975, con la Unión de Rugby de Tucumán siendo elegida como sede de las fases finales por segunda vez, luego de la organizada en 1966. Los encuentros se disputaron en las instalaciones del Tucumán Lawn Tennis Club.
El seleccionado de Buenos Aires clasificó directamente a semifinales por ser los campeones defensores. Debido a esto, el equipo jugó un encuentro amistoso con "fines de difusión" ante una unión regional, con la Unión Santafesina de Rugby siendo elegida por sorteo. El encuentro se disputó el 20 de junio de 1975 en Santa Fe y resultó con una victoria para los visitantes por 42-18.
El seleccionado de Buenos Aires consiguió su décimo-tercer título, el décimo de forma consecutiva, luego de vencer a la Unión de Rugby de Tucumán en la final 42-6. Para los tucumanos fue su segunda final, luego de la pérdida en 1966.

## Equipos participantes
Participaron de esta edición dieciséis equipos: quince uniones provinciales y la Unión Argentina de Rugby, representada por el equipo de Buenos Aires. 
| Equipo        | Unión                                                |
| ------------- | ---------------------------------------------------- |
| Alto Valle    | Unión de Rugby del Alto Valle de Río Negro y Neuquén |
| Austral       | Unión de Rugby Austral                               |
| Buenos Aires  | Unión Argentina de Rugby                             |
| Chubut        | Unión de Rugby del Valle del Chubut                  |
| Córdoba       | Unión Cordobesa de Rugby                             |
| Cuyo          | Unión de Rugby de Cuyo                               |
| Jujuy         | Unión Jujeña de Rugby                                |
| Mar del Plata | Unión de Rugby de Mar del Plata                      |
| Nordeste      | Unión de Rugby del Nordeste                          |
| Rosario       | Unión de Rugby de Rosario                            |
| Salta         | Unión de Rugby de Salta                              |
| San Juan      | Unión Sanjuanina de Rugby                            |
| Santa Fe      | Unión Santafesina de Rugby                           |
| Sur           | Unión de Rugby del Sur                               |
| Tandil        | Unión Tandilense de Rugby                            |
| Tucumán       | Unión de Rugby de Tucumán                            |

## Primera fase

### Zona 1
La Unión de Rugby de Mar del Plata fue la subsede de la Zona 1, con los partidos disputándose en el Parque Camet. La Unión Jujeña de Rugby cedió su encuentro de semifinales ante los locales.
|  | Semifinales   | Semifinales   | Semifinales   |       |   | Final       | Final       | Final       |  |
|  | 26 de julio   | 26 de julio   | 26 de julio   |       |   | 27 de julio | 27 de julio | 27 de julio |  |
|  |               |               |               |       |   |             |             |             |  |
|  |               |               |               |       |   |             |             |             |  |
|  | Mar del Plata | Mar del Plata | w.o.          |       |   |             |             |             |  |
|  | Mar del Plata | Mar del Plata | w.o.          |       |   |             |             |             |  |
|  | Jujuy         |               |               |       |   |             |             |             |  |
|  |               | Mar del Plata | Mar del Plata | 17    |   |             |             |             |  |
|  |               |               |               | 17    |   |             |             |             |  |
|  |               |               | Salta         | Salta | 9 |             |             |             |  |
|  | Sur           | Sur           | Salta         | Salta | 9 | 20          |             |             |  |
|  | Sur           | Sur           |               |       |   | 20          |             |             |  |
|  | Salta         | Salta         | 25            |       |   |             |             |             |  |
|  | Salta         | Salta         | 25            |       |   |             |             |             |  |
|  |               |               |               |       |   |             |             |             |  |

| 26 de julio | Sur | 20 - 25 | Salta | Parque Camet, Mar del Plata                |                                            |
|             |     | Reporte |       | Árbitro(s): Carlos Marenco (Mar del Plata) | Árbitro(s): Carlos Marenco (Mar del Plata) |

| 27 de julio | Mar del Plata | 17 - 9  | Salta | Parque Camet, Mar del Plata                 |                                             |
|             |               | Reporte |       | Árbitro(s): Florencio Varela (Buenos Aires) | Árbitro(s): Florencio Varela (Buenos Aires) |

### Zona 2
La Unión de Rugby de Rosario fue la subsede de la Zona 2, con los partidos disputándose en la Plaza Jewell. La Unión de Rugby Austral cedió su encuentro de semifinales ante los locales.
|  | Semifinales | Semifinales | Semifinales |          |    | Final       | Final       | Final       |  |
|  | 26 de julio | 26 de julio | 26 de julio |          |    | 27 de julio | 27 de julio | 27 de julio |  |
|  |             |             |             |          |    |             |             |             |  |
|  |             |             |             |          |    |             |             |             |  |
|  | Rosario     | Rosario     | w.o.        |          |    |             |             |             |  |
|  | Rosario     | Rosario     | w.o.        |          |    |             |             |             |  |
|  | Austral     |             |             |          |    |             |             |             |  |
|  |             | Rosario     | Rosario     | 6        |    |             |             |             |  |
|  |             |             |             | 6        |    |             |             |             |  |
|  |             |             | Santa Fe    | Santa Fe | 10 |             |             |             |  |
|  | Santa Fe    | Santa Fe    | Santa Fe    | Santa Fe | 10 | 22          |             |             |  |
|  | Santa Fe    | Santa Fe    |             |          |    | 22          |             |             |  |
|  | Chubut      | Chubut      | 8           |          |    |             |             |             |  |
|  | Chubut      | Chubut      | 8           |          |    |             |             |             |  |
|  |             |             |             |          |    |             |             |             |  |

| 26 de julio | Santa Fe | 22 - 8  | Chubut | Plaza Jewell, Rosario                    |                                          |
|             |          | Reporte |        | Árbitro(s): Waldemar Schaufler (Rosario) | Árbitro(s): Waldemar Schaufler (Rosario) |

| 27 de julio | Rosario | 6 - 10  | Santa Fe | Plaza Jewell, Rosario             |                                   |
|             |         | Reporte |          | Árbitro(s): Oscar Menne (Córdoba) | Árbitro(s): Oscar Menne (Córdoba) |

### Zona 3
La Unión de Rugby de Cuyo fue la subsede de la Zona 3, con los partidos disputándose en las instalaciones del Marista Rugby Club.
|  | Semifinales | Semifinales | Semifinales |          |      | Final       | Final       | Final       |  |
|  | 26 de julio | 26 de julio | 26 de julio |          |      | 27 de julio | 27 de julio | 27 de julio |  |
|  |             |             |             |          |      |             |             |             |  |
|  |             |             |             |          |      |             |             |             |  |
|  | Cuyo        | Cuyo        | 34          |          |      |             |             |             |  |
|  | Cuyo        | Cuyo        | 34          |          |      |             |             |             |  |
|  | Alto Valle  | Alto Valle  | 0           |          |      |             |             |             |  |
|  | Alto Valle  | Alto Valle  | 0           |          | Cuyo | Cuyo        | 43          |             |  |
|  |             |             |             |          | Cuyo | Cuyo        | 43          |             |  |
|  |             |             | Nordeste    | Nordeste | 3    |             |             |             |  |
|  | San Juan    | San Juan    | Nordeste    | Nordeste | 3    | 12          |             |             |  |
|  | San Juan    | San Juan    |             |          |      | 12          |             |             |  |
|  | Nordeste    | Nordeste    | 31          |          |      |             |             |             |  |
|  | Nordeste    | Nordeste    | 31          |          |      |             |             |             |  |
|  |             |             |             |          |      |             |             |             |  |

| 26 de julio | Cuyo | 34 - 0  | Alto Valle | Marista Rugby Club, Mendoza     |                                 |
|             |      | Reporte |            | Árbitro(s): E. R. Porta. (Cuyo) | Árbitro(s): E. R. Porta. (Cuyo) |

| 26 de julio | San Juan | 12 - 31 | Nordeste | Marista Rugby Club, Mendoza |                             |
|             |          | Reporte |          | Árbitro(s): A. Baqué (Cuyo) | Árbitro(s): A. Baqué (Cuyo) |

| 27 de julio | Cuyo | 43 - 3  | Nordeste | Marista Rugby Club, Mendoza |                             |
|             |      | Reporte |          | Árbitro(s): A. Baqué (Cuyo) | Árbitro(s): A. Baqué (Cuyo) |

### Zona 4
La Zona 4 se compuso de un solo encuentro entre la Unión Cordobesa de Rugby y la Unión Tandilense de Rugby disputado en Córdoba.
|  | Final       |         |    |  |
|  | 27 de julio |         |    |  |
|  |             |         |    |  |
|  | Córdoba     | Córdoba | 41 |  |
|  | Córdoba     | Córdoba | 41 |  |
|  | Tandil      | Tandil  | 0  |  |
|  | Tandil      | Tandil  | 0  |  |

| 27 de julio | Córdoba | 41 - 0  | Tandil | Córdoba,                                 |                                          |
|             |         | Reporte |        | Árbitro(s): Fernando Malmierca (Tucumán) | Árbitro(s): Fernando Malmierca (Tucumán) |

## Cuartos de final
En cuartos de final se enfrentaron los ganadores de las cuatro zonas, con la Unión Santafesina de Rugby y la Unión Cordobesa de Rugby actuando como locales.
| 3 de agosto | Santa Fe | 3 - 9   | Mar del Plata | Santa Fe,                                 |                                           |
|             |          | Reporte |               | Árbitro(s): Felipe Ferrari (Buenos Aires) | Árbitro(s): Felipe Ferrari (Buenos Aires) |

| 3 de agosto | Córdoba | 7 - 26  | Cuyo | Córdoba,                                  |                                           |
|             |         | Reporte |      | Árbitro(s): Bruno Bertelli (Buenos Aires) | Árbitro(s): Bruno Bertelli (Buenos Aires) |

## Fase final
La Unión de Rugby de Tucumán clasificó directamente a semifinales por ser sede las fases finales.
|  | Semifinales   | Semifinales   | Semifinales  |         |              | Final        | Final        | Final        |  |
|  | 15 de agosto  | 15 de agosto  | 15 de agosto |         |              | 17 de agosto | 17 de agosto | 17 de agosto |  |
|  |               |               |              |         |              |              |              |              |  |
|  |               |               |              |         |              |              |              |              |  |
|  | Mar del Plata | Mar del Plata | 6            |         |              |              |              |              |  |
|  | Mar del Plata | Mar del Plata | 6            |         |              |              |              |              |  |
|  | Buenos Aires  | Buenos Aires  | 39           |         |              |              |              |              |  |
|  | Buenos Aires  | Buenos Aires  | 39           |         | Buenos Aires | Buenos Aires | 42           |              |  |
|  |               |               |              |         | Buenos Aires | Buenos Aires | 42           |              |  |
|  |               |               | Tucumán      | Tucumán | 6            |              |              |              |  |
|  | Cuyo          | Cuyo          | Tucumán      | Tucumán | 6            | 18           |              |              |  |
|  | Cuyo          | Cuyo          |              |         |              | 18           |              |              |  |
|  | Tucumán       | Tucumán       | 35           |         |              |              |              |              |  |
|  | Tucumán       | Tucumán       | 35           |         |              |              |              |              |  |
|  |               |               |              |         |              |              |              |              |  |

### Semifinales
| 15 de agosto | Mar del Plata | 6 - 39  | Buenos Aires | Tucumán Lawn Tennis Club, San Miguel de Tucumán |                                    |
|              |               | Reporte |              | Árbitro(s): Roque Daneri (Tucumán)              | Árbitro(s): Roque Daneri (Tucumán) |

| 15 de agosto | Cuyo | 18 - 35 | Tucumán | Tucumán Lawn Tennis Club, San Miguel de Tucumán |                                         |
|              |      | Reporte |         | Árbitro(s): Manuel A. Peralta (Córdoba)         | Árbitro(s): Manuel A. Peralta (Córdoba) |

### Final
| 17 de agosto | Buenos Aires | 42 - 6  | Tucumán | La Caldera del Parque, San Miguel de Tucumán                                      |                                                                                   |
|              |              | Reporte |         | Árbitro(s): Eduardo Niño; reemplazado por Manuel A. Peralta (Córdoba) por lesión. | Árbitro(s): Eduardo Niño; reemplazado por Manuel A. Peralta (Córdoba) por lesión. |

|                      |
| Buenos Aires Campeón |
| Décimo-tercer título |